# نخست‌وزیر عربستان سعودی
نخست‌وزیر عربستان سعودی (عربی: رئاسة مجلس الوزراء السعودی)، رئیس شورای وزیران عربستان سعودی است.
دفتر نخست‌وزیری در ۹ اکتبر ۱۹۵۳ همزمان با شورای وزیران تشکیل شد.

## فهرست نخست‌وزیران عربستان سعودی

### دژور
- سعود بن عبدالعزیز آل سعود: ۹ اکتبر ۱۹۵۳ – ۱۶ اوت ۱۹۵۴ (1st time)[۱]
- فیصل بن عبدالعزیز آل سعود: ۱۶ اوت ۱۹۵۴ – ۲۱ دسامبر ۱۹۶۰ (1st time)
- سعود بن عبدالعزیز آل سعود: ۲۱ دسامبر ۱۹۶۰ – ۳۱ اکتبر ۱۹۶۲ (2nd time)
- فیصل بن عبدالعزیز آل سعود: ۳۱ اکتبر ۱۹۶۲ – ۲۵ مارس ۱۹۷۵ (2nd time)
- خالد بن عبدالعزیز آل سعود: ۲۵ مارس ۱۹۷۵ – ۱۳ ژوئن ۱۹۸۲
- فهد بن عبدالعزیز آل سعود: ۱۳ ژوئن ۱۹۸۲ – ۱ اوت ۲۰۰۵
- عبدالله بن عبدالعزیز آل سعود: ۱ اوت ۲۰۰۵ – ۲۳ ژانویه ۲۰۱۵
- سلمان بن عبدالعزیز آل سعود: ۲۳ ژانویه ۲۰۱۵ – ۲۷ سپتامبر ۲۰۲۲
- محمد بن سلمان آل سعود: ۲۷ سپتامبر ۲۰۲۲ – تاکنون